# 西北公司
西北公司（英語：NorthWestern Corporation）是一家公用事業公司，為南達科他州、內布拉斯加州和蒙大拿州提供服務，西北公司總部位於蘇瀑。截至2019年，該公司為約718,000名客戶提供服務。西北公司位於南達科他州的營運總部位於南達科他州的休倫。